# Ванзейр, Данте
Данте Ванзейр (нидерл. Dante Vanzeir; род. 16 апреля 1998, Беринген, Бельгия) — бельгийский футболист, нападающий клуба «Гент».

## Клубная карьера
Ванзейр — воспитанник клуба «Генк». В начале 2016 года Данте был включён в заявку основной команды. Интерес к нему проявляли итальянский «Интер», английский «Тоттенхэм Хотспур» и немецкий «Вольфсбург». 18 сентября 2016 года в матче против «Андерлехта» он дебютировал в Жюпиле лиге, заменив во втором тайме Леона Бэйли.
В июне 2018 года «Генк» продлил контракт с Ванзейром на один год, до 2021 года, и отдал его в аренду «Беерсхоту» на следующий сезон.
3 февраля 2023 года Ванзейр перешёл в клуб MLS «Нью-Йорк Ред Буллз», подписав четырёхлетний контракт по правилу назначенного игрока с опцией продления на сезон 2027. В американской лиге он дебютировал 4 марта в матче «Нэшвилла», выйдя на замену на 76-й минуте вместо Элиаса Маноэла. 18 марта 2023 года в матче против «Коламбус Крю» он забил свой первый гол в MLS. 8 апреля 2023 года в матче против «Сан-Хосе Эртквейкс» во втором тайме после фола Ванзейр оскорбил на расовой почве нападающего соперников Джереми Эбобиссе, из-за чего игра была приостановлена на длительное время. В результате инцидента он был оштрафован и дисквалифицирован на шесть матчей.

## Международная карьера
В 2015 году Ванзейр помог юношеской сборной Бельгии занять третье место на юношеском чемпионате мира в Чили. На турнире он сыграл в матчах против команд Гондураса, Эквадора, Южной Кореи, Коста-Рики, Мексики и дважды Мали. В поединке против мексиканцев Данте сделал «дубль».
Дебют за национальной сборной Бельгии состоялся 16 ноября 2021 года в матче квалификации на чемпионат мира 2022 против Уэльса, заменив во втором тайме Дивока Ориги.

## Достижения
Командные
 Бельгия (до 17)
- Юношеский чемпионат мира — 2015